# Испадна (падајућа) капија
Испадна (падајућа) капија смештена је у оси северозападног бастионог фронта Петроварадинске Доње тврђаве, у куртизани која повезује бастионе Св. Терезије и Св. Јозефа. 
Капија је изграђена између 1750. и 1760. године, у време великих радова на проширењу и утврђивању Доње тврђаве. Састоји се од пролаза засвођеног полуобличастим сводом са нешто вишим сегментима засвођеним крстастим сводом испред унутрашњег и спољног портала капије. Спољна фасада капије компонована је у барокно-класицистичком стилу, где су вертикале портала наглашене пиластрима са базом и профилисаним капителима повезаним венцем. Унутрашња фасада је шира од спољне, архитравно завршена истакнутим венцем покривеним бибер црепом.